# Accendiamo la lampada
Accendiamo la lampada è una commedia musicale in due atti scritta da Jaja Fiastri e Pietro Garinei nel 1979, con musiche di Armando Trovajoli. La prima rappresentazione è stata il 30 dicembre 1979 al Teatro Sistina di Roma.
La commedia è l'ultima scritta da Pietro Garinei dopo la morte di Sandro Giovannini. Rappresenta, inoltre, l'ultima esibizione di Bice Valori che si ammalò gravemente durante le recite e morì poco dopo; a causa di ciò, anche Paolo Panelli abbandonò lo spettacolo, non sentendosi più in grado di continuare senza la compagna. I due furono sostituiti, rispettivamente, da Isa Di Marzio e Elio Pandolfi.

## Trama
Nel lontano Oriente, Alì (Johnny Dorelli), scrivano ambulante e balbuziente, entra in possesso della famosa lampada di Aladino, che gli viene donata da un mercante di passaggio (Enzo Garinei). Il buon scrivano decide di ricorrere alla lampada per aiutare la bella tessitrice Leila (Gloria Guida) e suo padre, condannati a divenire schiavi della perfida usuraia Zobeida (Bice Valori). Il prode Alì riesce quasi nell'impresa ma a complicare la vicenda ci si mette il Sultano (Paolo Panelli) che si invaghisce della splendida tessitrice. Ma con l'aiuto della lampada e soprattutto della fiducia in se stesso lo scrivano metterà in atto una serie di esilaranti scambi di persona riuscendo, infine, a salvare Leila e a coronare il suo sogno d'amore.

## Canzoni
- Accendiamo la lampada
- Il mercante col turbante
- La musica dell'oro
- Bella da balbettare
- Il kus kus
- Per amore o per magia
- Il sole è nero
- Non sono sheherazade
- Il terzetto degli eunuchi
- La lampada di Aladino
- Gli uomini preferiscondo le belle
- Una luna in due
- La società della fraternità
- Filo, filo

## Attori
- Johnny Dorelli: Alì, lo scrivano balbuziente
- Gloria Guida: Leila
- Paolo Panelli: Il Sultano (sostituito da Pino Caruso per due settimane nel marzo 1980[1], poi Elio Pandolfi dal 23 ottobre 1980[2])
- Bice Valori: Zobeida, l'usuraia (sostituita da Isa Di Marzio[3])
- Gigi Bonos: Mustafà, il capo eunuco
- Enzo Garinei: Usseim Ullà, il mercante con il turbante
- Giorgio Bixio: Nias, padre di Leila
- Luigi Palchetti: Nadir, ministro di Giustizia e Gran Visir